# 불가리아인
불가리아인(불가리아어: българи 벌가리)은 주로 불가리아에 살고 있는 남슬라브족으로, 불가리아어를 사용하는 민족 및 그 혈통을 말한다. 또 다른 뜻으로는 불가리아의 국민(시민권자)를 말하지만, 보통은 남슬라브족의 불가리아 민족을 가리키는 표현으로 사용된다.
대부분이 불가리아에 거주하며 일부는 다른 나라에서 거주한다. 불가리아인이 슬라브족의 후손 설과 돌궐의 후손 설이 있으나 정확하지 않다. 유럽에 거주하는 민족 중 유일하게 몽고반점이 나기 때문에 아시아의 민족과 관련이 있을 것으로 추정된다. 불가리아인은 튀르크족 계열의 불가르인과 남슬라브족의 황백혼혈이라는 설이 가장 유력하다.

## 불가리아인 인구
대부분의 불가리아인들이 불가리아에 거주한다. 일부 불가리아인들은 오래전부터 몰도바, 우크라이나(베사라비아 불가리아인), 러시아에서 거주하고 있었다. 불가리아인 소수 그룹이 루마니아(바나트 불가리아인), 세르비아, 그리스(포마크족이라 불리는 무슬림 불가리아인 3만명이 서트라키아에 거주), 알바니아, 헝가리에도 거주한다.
많은 불가리아인들이 이민을 갔다. 16만 명이 미국, 캐나다, 아르헨티나, 독일, 오스트리아, 오스트레일리아로 이주를 했다. 경제적인 이유 때문이다. 1990년에는 불가리아인들의 일부가, 미국, 캐나다, 독일과 그리스, 이탈리아, 에스파냐로 이민을 갔다.

### 전 세계의 불가리아인
- 불가리아: 625만 840명 (2005년, 2001년에는 666만 5,000명)
- 알바니아: 5,000명
- 아르헨티나: 3만 명
- 오스트리아: 5만 명
- 캐나다: 1만 5,195명(2001년, 원래는 15만 명)
- 체코: 1만 명
- 프랑스: 2만 명
- 독일: 12만 명
- 그리스: 3만 7,230명(2001년, 원래는 17만 명)
- 헝가리: 3,000명(2001년)
- 이탈리아: 10만 명
- 카자흐스탄: 1만 1,000명(1989년)
- 몰도바: 8만 8,000명(1989년)
- 루마니아: 8,000명(2001년)
- 러시아: 3만 2,000명(2002년)
- 세르비아 몬테네그로: 2만 1,000명(2002년)
- 에스파냐: 10만 명
- 영국: 3만 명
- 우크라이나: 20만 4,000명(2002년)
- 미국: 6만 3,860명(2002년, 원래는 25만 명)
- 기타: 10만 명

## 불가리아인의 문화

### 불가리아인의 언어
불가리아인들은 불가리아어를 쓴다. 불가리아어는 세르보크로아트어와 마찬가지로 남슬라브어족에 속한다. 불가리아어는 1878년에 북동부의 방언을 기초로 해서, 러시아문어체의 영향을 받아서 새롭게 탄생한 언어였다. 불가리아어는 러시아어 등에도 공통점이 있다.
불가리아어는 루마니아어, 알바니아어, 그리스어, 튀르키예어에 영향을 받았으나, 많은 단어가 러시아어, 독일어, 프랑스어에서 차용한 말들이 많이 있다.
불가리아어는 키릴 문자를 쓴다.

### 불가리아인의 종교
대부분이 870년에 공인되었던 불가리아 정교회를 믿는다. 불가리아 정교회는 정교회의 한 분파로 비잔티움 제국(1018년 - 1185년)과 오스만 제국(1396년 - 1878년)을 거치면서도 계속 살아남았다. 2001년 기준으로, 불가리아정교회를 믿는 불가리아인들이 655만2,000명(불가리아 전체 인구의 82.6%)이다. 정교회 불가리아인들은 공산정권시절에는 박해를 피해 세르비아, 루마니아, 몰도바, 우크라이나로 이주하기도 했다.
16세기와 17세기에는 가톨릭교가 유입되어 이를 믿는 불가리아인들이 나타났다. 가톨릭 신자들은 주로 플로브디프, 스비슈토프에 거주한다. 현재 약 4만 명의 가톨릭 불가리아인들이 불가리아에, 약 1만 명은 루마니아(주로 바나트)에 거주한다.
15세기부터 18세기까지 사이에는 정교회를 믿던 불가리아인들이 오스만 제국의 지배 때문에 이슬람교로 개종하기도 했다. 2001년 기준으로, 13만1,000여 명의 포마크족이 불가리아에, 3만여 명의 포마크족들이 서트라키아에, 10만 명은 터키에 거주한다.
불가리아의 개신교는 1857년에 미국의 개신교 선교사들이 전파를 했는데, 2001년 기준으로 2만5,000여 명의 개신교 불가리아인들이 있다.
(참조: 불가리아 정교회, 불가리아의 이슬람교, 불가리아의 가톨릭교, 불가리아의 개신교)

### 불가리아인의 상징
사자가 불가리아의 상징이다. 공산 불가리아 시절에도 사자는 국가 문장에 항상 들어있었으며 지금도 사실상 마찬가지다.

## 같이 보기
- 바나트 불가리아인
- 베사라비아 불가리아인
- 소련의 불가리아인
- 불가리아
- 불가르인
- 불가리아의 역사
- 불가리아어
- 불가리아의 음악
- 불가리아계 미국인